# Technická univerzita v Košicích
Technická univerzita v Košicích (slovensky Technická univerzita v Košiciach) je slovenská veřejná vysoká škola univerzitního typu se sídlem v Košicích.
Technická univerzita v Košicích byla zřízena v roce 1952 jako Vysoká škola technická. Dnešní název získala univerzita zákonem č. 94/1991 Sb. z 13. února 1991.

## Historie Technické univerzity v Košicích
Technická univerzita v Košicích byla založena v roce 1952, ale její kořeny třeba hledat v hluboké minulosti. Již v roce 1657 byla v Košicích založena Universitas Cassoviensis, ale technické vzdělání bylo na úroveň vysokoškolského povýšeno až v roce 1762, kdy byla rakousko-uherskou panovnicí Marií Terezií založena Hornická akademie v Banské Štiavnici. Ta poskytovala vzdělání a vyvíjela výzkumnou činnost v celém komplexu vědních oborů, od rudného hornictví po výrobu a zpracování kovových materiálů.
Zárodky technického vysokého školství v Košicích sahají do roku 1937, kdy byla Zákonem č. 170 Československé republiky zřízena Státní vysoká škola technická Dr. Milana Rastislava Štefánika v Košicích. S vyučováním se mělo začít již ve školním roce 1938/1939, ale předválečné události po Vídeňské arbitráži přinutily přestěhovat ji nejdříve na Slovenskou technickou univerzitu v Bratislavě.
Ke skutečnému zrodu Vysoké školy technické v Košicích došlo na základě vládního nařízení č. 30./1952 Sb. z 8. července 1952, kterým byla tato zřízena se třemi fakultami, a to fakultou těžkého strojírenství, hornickou a hutní fakultou. V roce 1969 přibyla elektrotechnická fakulta, v roce 1976 stavební fakulta. Významnou událostí bylo přejmenování školy na Technickou univerzitu v Košicích na základě zákona SNR z 13. února 1991. V roce 1992 byla v Prešově zřízena fakulta odborných studií, která se v roce 1996 přetransformovala na dnešní fakultu výrobních technologií. V roce 1992 byla zřízena i ekonomická fakulta, čímž univerzita opustila rámec ryze technických disciplín a v tomto trendu pokračovala i v roce 1998, když byla založena fakulta užitkových umění.
Dnes má TU v Košicích devět fakult a kolem 16 tisíc studentů, kolem 700 doktorandů, pracuje na ní téměř 900 pedagogů a stejný počet výzkumných a technicko-hospodářských pracovníků. Technická univerzita v Košicích pokrývá široké spektrum potřeb vzdělávání nejen pro region východního Slovenska, ale v mnoha oborech je jediným centrem vědy, výzkumu a vzdělávání nejen na Slovensku, ale i v středoevropském prostoru. Úzce spolupracuje s jinými univerzitami a s průmyslovým zázemím regionu i celého Slovenska.

## Fakulty
Technická univerzita v Košicích má následující fakulty:
- Fakulta hornictví, ekologie, řízení a geotechnologií Technické univerzity v Košicích
- Hutnická fakulta Technické univerzity v Košicích
- Strojnická fakulta Technické univerzity v Košicích
- Fakulta elektrotechniky a informatiky Technické univerzity v Košicích
- Stavební fakulta Technické univerzity v Košicích
- Ekonomická fakulta Technické univerzity v Košicích
- Fakulta výrobních technologií Technické univerzity v Košicích se sídlem v Prešově
- Fakulta umění Technické univerzity v Košicích
- Letecká fakulta Technické univerzity v Košicích

## Galerie

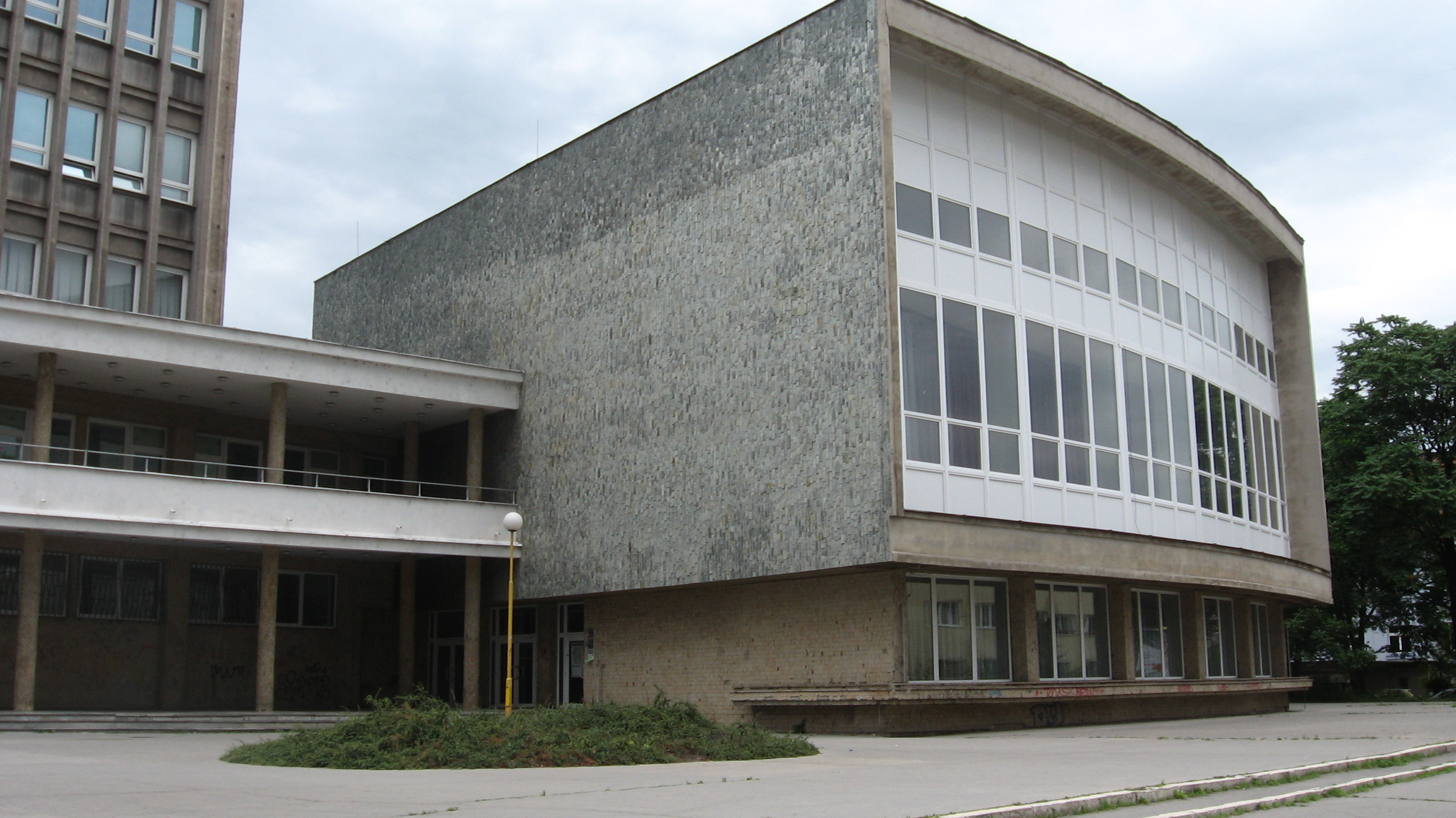
Aula Maxima
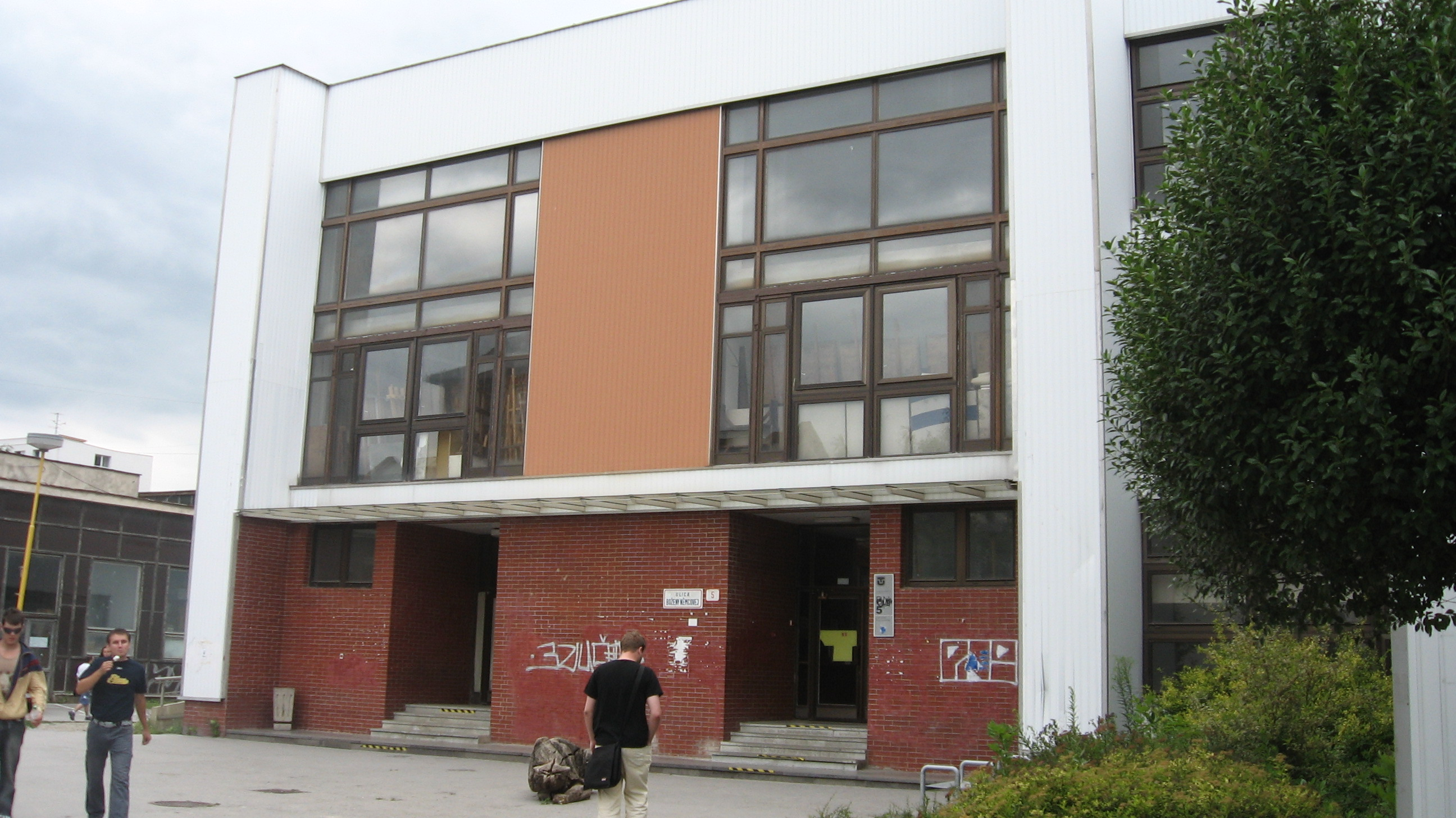
Posluchárny
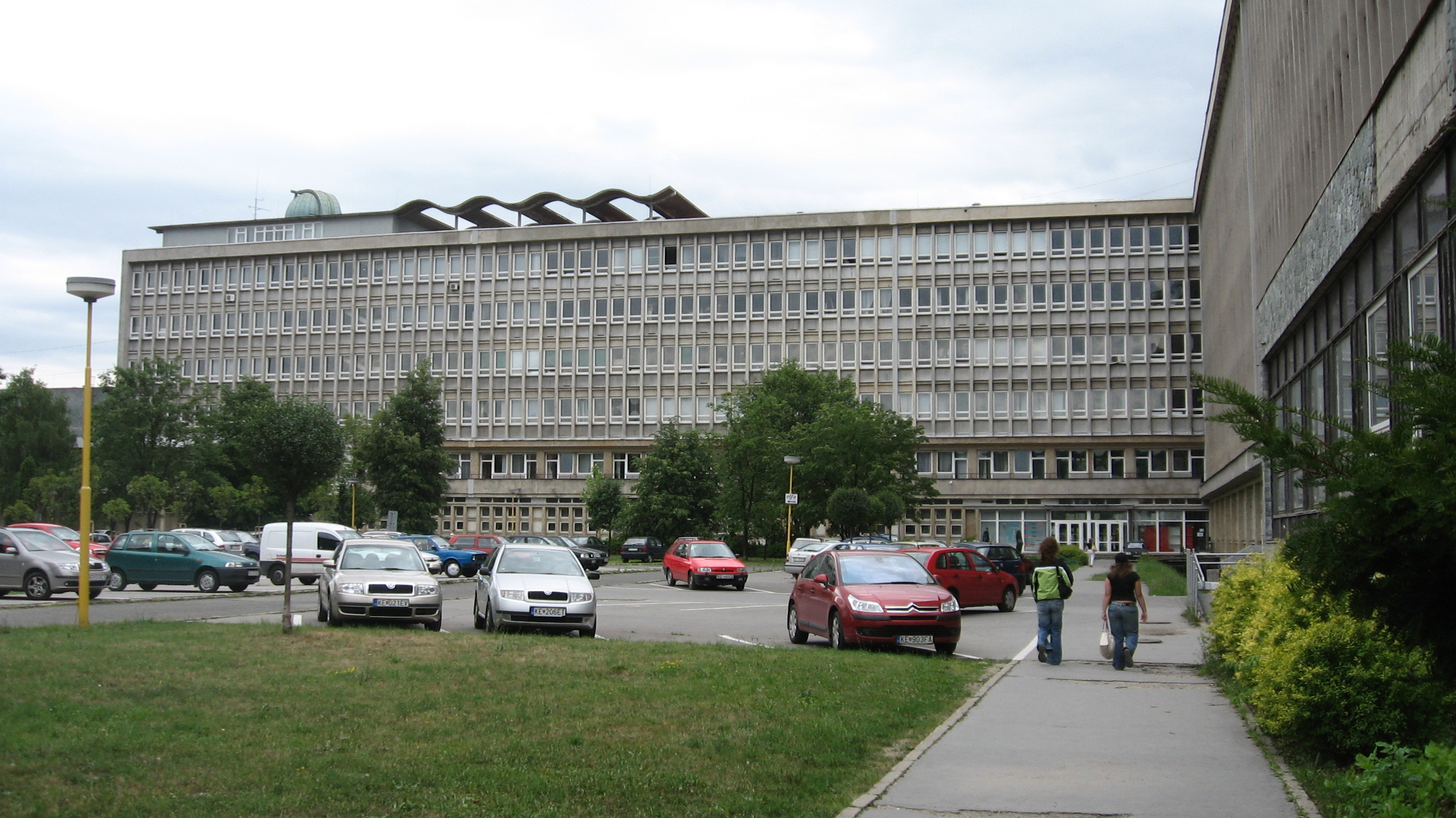
Hlavní budova, pohled od poslucháren
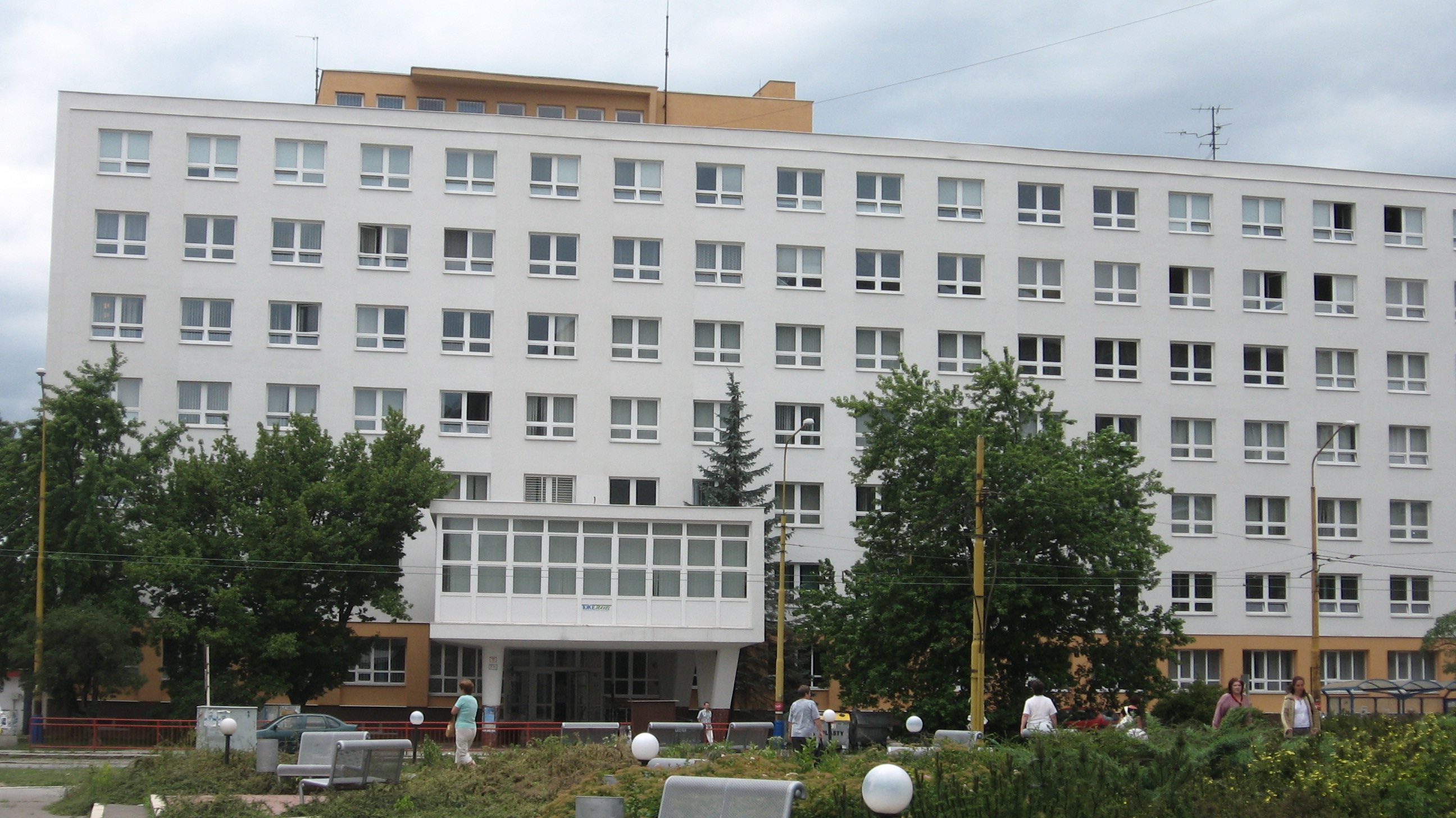
Ekonomická fakulta